# 써니 리
써니 리(Sunny Lee)는 오스트레일리아의 연속극 네이버스에 등장하는 가공의 인물이다. 2009년 4월 8일 방송된 에피소드에서 처음 출연했다.